# Galanthus krasnovii
Galanthus krasnovii là một loài thực vật có hoa trong họ Amaryllidaceae. Loài này được Khokhr. mô tả khoa học đầu tiên năm 1963.